# 圓尾格鮨鱸
圓尾格鮨鱸為輻鰭魚綱鱸形目鱸亞目真鱸科的一種，為熱帶淡水魚，分布於澳洲淡水流域，為特有種，體長可達10.1公分，棲息在岩石底質的溪流底層水域，生活習性不明。